# CHTML
C-HTML (англ. Compact HyperText Markup Language) — підмножина HTML для невеликих інформаційних пристроїв з обмеженими можливостями відображення інформації, таких як смартфони першого покоління і КПК, таких як i-mode мобільні DoCoMo телефони, які використовуються в Японії. C-HTML додає кілька функцій, яких немає в стандартному HTML, зокрема «швидкі клавіші», «швидкі номери телефону», концепти, запозичені з HDML і WML.
Основні особливості CHTML випливають з жорстких обмежень на відображення розміченого тексту і на апаратну конфігурацію пристрою відображення. CHTML-браузер може не підтримувати зображення у форматі JPEG або PNG (хоча останнім часом з'являється дедалі більше пристроїв, що підтримують і ці формати), таблиці, карти посилань, фрейми, CSS, різні шрифти, фонові кольори і зображення.
Є конкурентом специфікації WML (використовується в першій версії технології WAP) і XHTML (WAP 2.0). Основні переваги — читаність форматованого тексту, і, відповідно, легкість розробки. На даний момент використовується в додатках i-mode. Очікується, що, у міру зростання числа користувацьких агентів (браузерів), що підтримують нові стандарти, CHTML поступово буде витіснений XHTML Basic.